# Boinvilliers
Pour les articles homonymes, voir Boinvilliers (homonymie).
Boinvilliers est une commune française située dans le département des Yvelines en région Île-de-France.
Ses habitants sont appelés les Boinvilliérois.

## Géographie

### Situation
La commune de Boinvilliers se situe sur le plateau du Mantois à une quinzaine de kilomètres au sud de Mantes-la-Jolie, sur la gauche de la vallée de la Vaucouleurs. Le territoire, très peu boisé, en faible pente vers l'est, de 145 à 120 mètres d'altitude, est presque entièrement consacré à la grande culture céréalière.

### Communes limitrophes
Les communes limitrophes sont Rosay et Villette à l'est, Courgent et Montchauvet au sud, Dammartin-en-Serve et Flacourt à l'ouest et Vert au nord.

### Voies de communication et transports
Elle est desservie par des routes départementales qui la relient aux communes voisines.
La commune est desservie par les lignes 89 et 90 du réseau de bus du Mantois.

### Occupation des solssimplifiée
Le territoire de la commune se compose en 2017 de 91,17 % d'espaces agricoles, forestiers et naturels, 4,46 % d'espaces ouverts artificialisés et 4,36 % d'espaces construits artificialisés.

### Climat
Pour des articles plus généraux, voir Climat de l'Île-de-France et Climat des Yvelines.
En 2010, le climat de la commune est de type climat océanique dégradé des plaines du Centre et du Nord, selon une étude du CNRS s'appuyant sur une série de données couvrant la période 1971-2000. En 2020, Météo-France publie une typologie des climats de la France métropolitaine dans laquelle la commune est exposée à un climat océanique et est dans la région climatique Sud-ouest du bassin Parisien, caractérisée par une faible pluviométrie, notamment au printemps (120 à 150 mm) et un hiver froid (3,5 °C).
Pour la période 1971-2000, la température annuelle moyenne est de 10,4 °C, avec une amplitude thermique annuelle de 14,3 °C. Le cumul annuel moyen de précipitations est de 672 mm, avec 10,9 jours de précipitations en janvier et 8 jours en juillet. Pour la période 1991-2020, la température moyenne annuelle observée sur la station météorologique la plus proche, située sur la commune de Magnanville à 6 km à vol d'oiseau, est de 11,6 °C et le cumul annuel moyen de précipitations est de 641,5 mm,. Pour l'avenir, les paramètres climatiques de la commune estimés pour 2050 selon différents scénarios d'émission de gaz à effet de serre sont consultables sur un site dédié publié par Météo-France en novembre 2022.

## Urbanisme

### Typologie
Au 1er janvier 2024, Boinvilliers est catégorisée commune rurale à habitat dispersé, selon la nouvelle grille communale de densité à sept niveaux définie par l'Insee en 2022.
Elle est située hors unité urbaine. Par ailleurs la commune fait partie de l'aire d'attraction de Paris, dont elle est une commune de la couronne,. Cette aire regroupe 1 929 communes,.

## Toponymie
Le nom de la localité est attesté sous les formes Boinvillare vers 1250, Bonvillare en 1351.
Il s'agit d'une formation toponymique médiévale en -villier(s), variante de -viller(s), appellatif issu du gallo-roman VILLARE, terme désignant une partie du domaine de la VILLA « domaine rural » (> -ville).
Le premier élément Boin- représente un anthroponyme d'origine germanique, peut-être Bova au cas régime Bovan. Albert Dauzat et Charles Rostaing le comparent avec Boinville-en-Mantois (Yvelines, Bovani villa IXe siècle).

## Histoire
Le village fut fondé au XIVe siècle, par l'installation d'un monastère d'un ordre catholique dans les collines avoisinantes.

## Politique et administration

### Liste des maires
| Période                                  | Période  | Identité         | Étiquette | Qualité |
| ---------------------------------------- | -------- | ---------------- | --------- | ------- |
| Les données manquantes sont à compléter. |          |                  |           |         |
| mars 2001                                | 2020     | Giselle Aubel    |           |         |
| 2020                                     | En cours | Jacques Nedellec |           |         |

### Instances administratives et judiciaires
La commune de Boinvilliers appartient au Canton de Bonnières-sur-Seine et est rattachée à la communauté de communes du pays Houdanais.
Sur le plan électoral, la commune est rattachée à la neuvième circonscription des Yvelines, circonscription à dominante rurale du nord-ouest des Yvelines.
Sur le plan judiciaire, Boinvilliers fait partie de la juridiction d’instance de Mantes-la-Jolie et, comme toutes les communes des Yvelines, dépend du tribunal de grande instance ainsi que de tribunal de commerce sis à Versailles,.

## Population et société

### Démographie

#### Évolution démographique
L'évolution du nombre d'habitants est connue à travers les recensements de la population effectués dans la commune depuis 1793. Pour les communes de moins de 10 000 habitants, une enquête de recensement portant sur toute la population est réalisée tous les cinq ans, les populations de référence des années intermédiaires étant quant à elles estimées par interpolation ou extrapolation. Pour la commune, le premier recensement exhaustif entrant dans le cadre du nouveau dispositif a été réalisé en 2005.

En 2022, la commune comptait 246 habitants, en évolution de −15,46 % par rapport à 2016 (Yvelines : +2,72 %, France hors Mayotte : +2,11 %).
| 1793 | 1800 | 1806 | 1821 | 1831 | 1836 | 1841 | 1846 | 1851 |
| ---- | ---- | ---- | ---- | ---- | ---- | ---- | ---- | ---- |
| 253  | 254  | 308  | 247  | 253  | 256  | 250  | 244  | 231  |

| 1856 | 1861 | 1866 | 1872 | 1876 | 1881 | 1886 | 1891 | 1896 |
| ---- | ---- | ---- | ---- | ---- | ---- | ---- | ---- | ---- |
| 230  | 239  | 223  | 222  | 198  | 174  | 163  | 175  | 181  |

| 1901 | 1906 | 1911 | 1921 | 1926 | 1931 | 1936 | 1946 | 1954 |
| ---- | ---- | ---- | ---- | ---- | ---- | ---- | ---- | ---- |
| 183  | 143  | 131  | 115  | 145  | 139  | 125  | 106  | 128  |

| 1962 | 1968 | 1975 | 1982 | 1990 | 1999 | 2005 | 2006 | 2010 |
| ---- | ---- | ---- | ---- | ---- | ---- | ---- | ---- | ---- |
| 109  | 95   | 159  | 195  | 234  | 280  | 262  | 266  | 268  |

| 2015 | 2020 | 2022 | - | - | - | - | - | - |
| ---- | ---- | ---- | - | - | - | - | - | - |
| 294  | 250  | 246  | - | - | - | - | - | - |

#### Pyramide des âges
En 2018, le taux de personnes d'un âge inférieur à 30 ans s'élève à 26,0 %, soit en dessous de la moyenne départementale (38,0 %). À l'inverse, le taux de personnes d'âge supérieur à 60 ans est de 28,8 % la même année, alors qu'il est de 21,7 % au niveau départemental.
En 2018, la commune comptait 129 hommes pour 148 femmes, soit un taux de 53,43 % de femmes, largement supérieur au taux départemental (51,32 %).
Les pyramides des âges de la commune et du département s'établissent comme suit.
| Hommes | Classe d’âge | Femmes |
| ------ | ------------ | ------ |
| 0,9    | 90 ou +      | 0,0    |
| 5,2    | 75-89 ans    | 10,4   |
| 19,8   | 60-74 ans    | 20,9   |
| 30,2   | 45-59 ans    | 30,6   |
| 16,4   | 30-44 ans    | 13,4   |
| 9,5    | 15-29 ans    | 11,9   |
| 18,1   | 0-14 ans     | 12,7   |

| Hommes | Classe d’âge | Femmes |
| ------ | ------------ | ------ |
| 0,6    | 90 ou +      | 1,4    |
| 6      | 75-89 ans    | 7,8    |
| 13,5   | 60-74 ans    | 14,8   |
| 20,7   | 45-59 ans    | 20,1   |
| 19,6   | 30-44 ans    | 19,9   |
| 18,5   | 15-29 ans    | 16,8   |
| 21,2   | 0-14 ans     | 19,2   |

## Économie
- Exploitations agricoles.

## Sport
- Le 6 mars 2022, la commune a été traversée par la 1re étape de la course de cyclisme Paris-Nice 2022.

## Culture locale et patrimoine

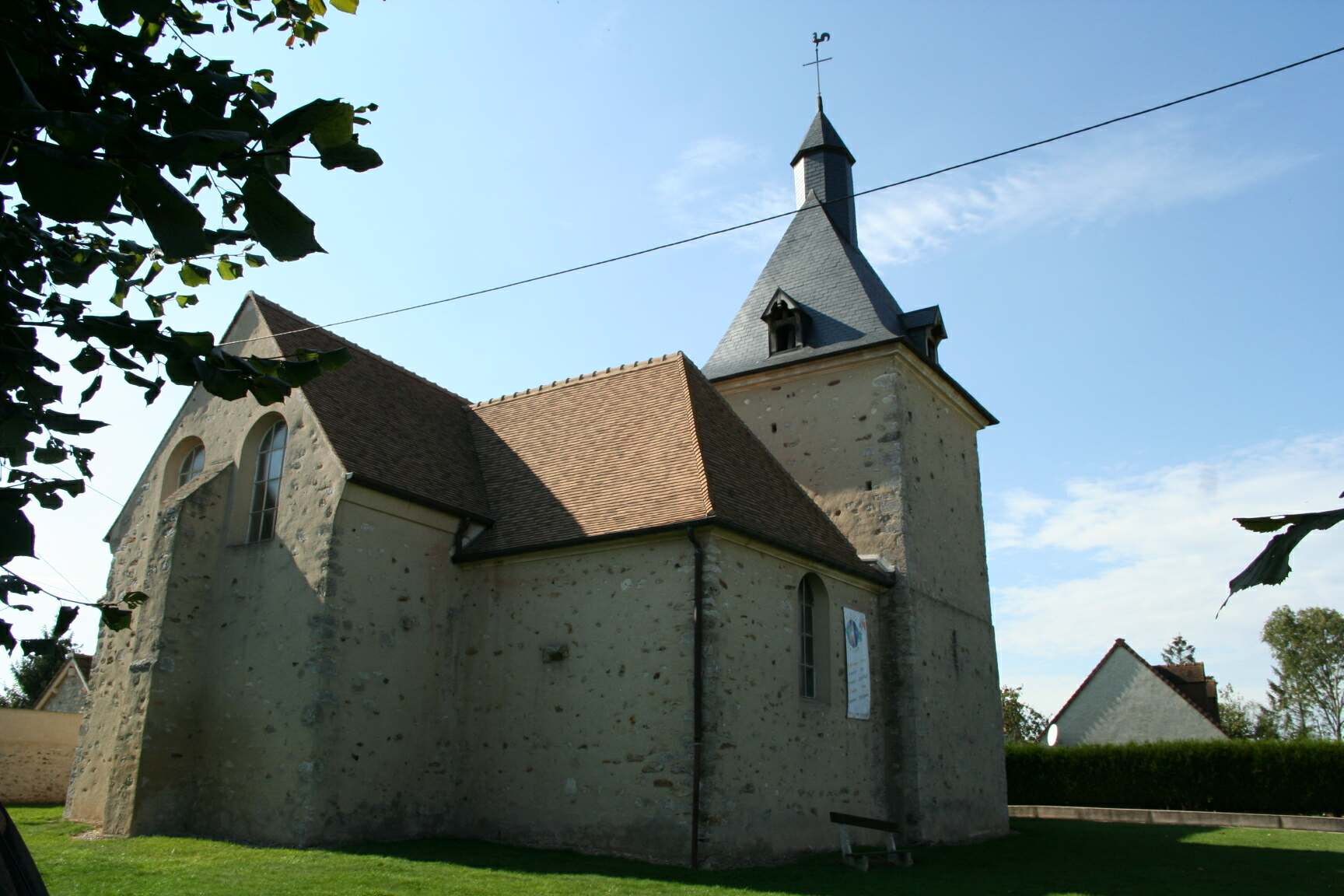
L'église Saint-Clément-et-Jean-Baptiste.

### Lieux et monuments
- Église Saint-Clément-et-Saint-Jean-Baptiste : église en pierre datant du XVe siècle, remaniée au XVIe siècle, est bâtie selon un plan cruciforme peu courant. Le clocher en forme de tour carrée massive, à couverture d'ardoise, flanque l'entrée sur sa gauche.

### Personnalités liées à la commune
- Jean-Jacques Huvé (1742-1808), architecte français, né à Boinvilliers.

### Héraldique
| Blason de Boinvilliers | Blason  | D'azur au sautoir d'or accompagné de quatre roses d'argent. |
| Blason de Boinvilliers | Détails | Le statut officiel du blason reste à déterminer.            |